# Fred Pacheco
Frederico Augusto Cruz Pacheco, mais conhecido como Fred Pacheco (Sorocaba, 9 de janeiro de 1975) é um músico, compositor, cantor de música católica e político brasileiro filiado ao Mobilização Nacional (MOBILIZA). Atualmente é vocalista da Banda Dom e deputado estadual pelo Rio de Janeiro.
É irmão do ex-deputado e conselheiro do TCE-RJ Márcio Pacheco, com quem forma a dupla Fred & Márcio.

## Biografia
Membro da Renovação Carismática Católica, Fred ingressou na música ainda na adolescência, iniciando sua carreira formando dupla com o irmão gêmeo Márcio. Em 1999 fundou a Banda Dom junto com Filipe Freire e Augusto Cezar, sendo seu vocalista e autor de várias canções - dentre elas "Tudo é do Pai", gravada no primeiro álbum do trio, que tornou-se um grande sucesso. Por mais de 15 anos atuou paralelamente na área de gestão de pessoas, projetos e serviço. Em 2021, retomou a dupla com o irmão Márcio com o lançamento de cinco músicas inéditas e a realização de duas lives em comemoração aos 25 anos de carreira.
Ingressou na política sendo candidato a vereador em São Paulo pelo PMDB em 2012, ficando com a suplência. Se candidatou a deputado estadual pelo Rio de Janeiro nas eleições de 2022 pelo PMN (atual MOBILIZA), sendo eleito com 13.946 votos, equivalente a 0,16% dos votos válidos, ficando com a última vaga na ALERJ.
Nas eleições de 2024, Fred foi candidato a vice-prefeito do Rio de Janeiro na chapa de Rodrigo Amorim, do União Brasil. A chapa conquistou 1,11% dos votos válidos, mas teve a votação anulada após o indeferimento da candidatura de Amorim pelo TRE-RJ.